# Monumento a los Héroes de España
El Monumento a los Héroes de España es un monumento de la ciudad española de Melilla. Está situado en la Plaza Héroes de España, en el Ensanche Modernista de la ciudad, y forma parte del Conjunto Histórico Artístico de la Ciudad de Melilla, un Bien de Interés Cultural.

## Historia
Ubicado en el lugar del desaparecido "Café La Peña" —sitio de tertulias de los afiliados y simpatizantes de partidos de izquierdas— fue erigido para homenajear al "Glorioso Ejército Español", especialmente la guarnición de Melilla, y la fecha del 17 de julio de 1936. Fue construido en 1941 según diseño del escultor Vicente Maeso Cayuela, obligado. La dirección de la obra corrió a cargo del arquitecto municipal Enrique Nieto y Nieto, y su inauguración se llevó a cabo el 20 de julio de 1941.
Entre el 2015 y 2016 se le retiró la simbología franquista en el marco de la remodelación de la plaza Héroes de España.

## Descripción
Está construido en piedra blanca, y consta de una escalinata con cinco escalones y una base que tiene el escudo de Melilla.     Sobre este se sitúa el soldado sublevado con un fusil de cerrojo, al tiempo que sostiene la bandera. Junto al soldado se encuentra un león, tras el que se sitúa el Águila de San Juan sosteniendo el escudo franquista.